# Discriminación contra los ateos

Estados donde, en 2007, la apostasía de la religión oficial está castigada con la muerte según leyes nacionales (en negro) o locales (en gris oscuro).

Estados que han elegido democráticamente a jefes de Estado o de Gobierno abiertamente no creyentes o ateos alguna vez desde el final de la Segunda Guerra Mundial.
Estados donde no está permitido que una persona abiertamente no creyente o atea asuma la jefatura de Estado o de Gobierno, o donde directamente el ateísmo es ilegal.
Estados donde no ha habido elecciones abiertas desde la Segunda Guerra Mundial.

La discriminación contra los ateos (también denominada ateofobia, o ateístofobia, antiateísmo, o el sentimiento antiateo) comprende las violaciones de derechos, la persecución de las personas no creyentes (ateas, agnósticas, irreligiosas, etc.) o señaladas como tales, así como la discriminación contra ellas.
La discriminación contra los no creyentes está motivada sobre todo por su negación explícita de una o más religiones o creencias acerca de lo sobrenatural. Generalmente, el ateísmo conlleva un estigma social y los no creyentes están sujetos a persecuciones y discriminaciones en Estados con un alto nivel de religiosidad. Existen organizaciones ateas o humanistas, como International Humanist and Ethical Union en Estados Unidos, que confrontan aquellas leyes, regulaciones e instituciones que consideran discriminatorias hacia los ateos y no creyentes, o que menoscaban sus libertades de expresión y conciencia.
En algunos países islámicos, los ateos son objeto de persecución, incluida la falta de estatus legal o incluso la sentencia de muerte en el caso de la apostasía. A fecha de 2013, trece países condenan a muerte a las personas que se declaran como ateas o rechazan el islam. En otros países también de alta religiosidad, los ateos se enfrentan a un severo estigma social, y son frecuentemente blanco de delitos de odio por parte de fundamentalistas. Estos delitos a menudo no se investigan y quedan impunes en países como la India. Además, en muchos casos, el estudio crítico de la religión es equiparado con la blasfemia o a la ofensa a los sentimientos religiosos. Finalmente, en las democracias occidentales, la discriminación legal abierta contra los ateos está menos extendida, aunque puede citarse como ejemplo la necesidad de hacer un juramento ante Dios para poder acceder a un cargo público.

## Discriminación contra los ateos a lo largo de la historia

### Antigüedad
Historiadores como Lucien Febvre están de acuerdo en que el ateísmo en su sentido moderno no existía antes de finales del siglo XVII. Sin embargo, como la autoridad gubernamental se apoyaba en la noción del derecho divino, esta se vio amenazada por quienes negaban la existencia del dios local. Filósofos como Platón sostenían que el ateísmo era un peligro para la sociedad y que debía ser castigado como un delito. Aquellos calificados como ateos, que incluían a los primeros cristianos, fueron en consecuencia objeto de persecución legal.

### Edad Media y Moderna
Durante la Edad Media, el término «ateo» fue utilizado como un insulto y se aplicaba en una amplia gama de personas, incluyendo a aquellos que se oponían a las creencias teológicas, así como a los suicidas, a personas inmorales o autoindulgentes, e incluso a los opositores de la creencia en la brujería. Las personas ateas siguieron siendo vistas como una amenaza para el orden y la sociedad por filósofos como Tomás de Aquino. El abogado y académico Tomás Moro afirmaba que la tolerancia religiosa debía extenderse a todos excepto a aquellos que no creían en una divinidad o en la inmortalidad del alma. Incluso John Locke, uno de los fundadores de las nociones modernas de libertad religiosa, sostenía que a los ateos (así como a católicos y musulmanes) no se les debía conceder los plenos derechos de ciudadanía.
Durante la Inquisición, varios de los acusados de ateísmo y/o blasfemia tuvieron un destino terrible. Entre ellos el escritor francés Etienne Dolet ejecutado en 1546, el sacerdote Giulio Cesare Vanini que fue estrangulado y quemado en 1619, y el noble polaco-lituano Kazimierz Łyszczyński que fue ejecutado en Varsovia en 1689. Aunque proclamados como mártires ateos durante el siglo XIX, académicos recientes sostienen que las creencias defendidas por Dolet y Vanini no son ateas en los términos modernos.

### Edad Contemporánea
Durante el siglo XIX, los ateos británicos, aunque pocos en número, fueron objeto de prácticas discriminatorias. Las personas que no querían hacer juramentos cristianos durante los procedimientos judiciales no pudieron prestar declaración ante el tribunal para obtener justicia hasta que la discriminación fue abolida por las leyes aprobadas en 1869 y 1870. Además, el poeta Percy Bysshe Shelley fue expulsado de la Universidad de Oxford y se le negó la custodia de sus dos hijos después de publicar un folleto sobre La necesidad del ateísmo. El ateo declarado Charles Bradlaugh fue elegido miembro del Parlamento británico en 1880. Se le negó el derecho a declarar en vez de hacer su juramento del cargo y fue expulsado de la Cámara, pero fue reelegido varias veces. Finalmente fue capaz de tomar su asiento en 1886 cuando el presidente de la Cámara permitió la declaración.
En Alemania durante la era nazi, un decreto de 1933 declaraba que «Ningún nacionalsocialista puede sufrir perjuicio... basándose en que él no realiza ninguna profesión religiosa en absoluto». Sin embargo, el régimen se opuso firmemente al «comunismo no teísta», por lo que la mayoría de los ateos de Alemania y gran parte de las organizaciones de librepensamiento de izquierda fueron prohibidas el mismo año; algunos grupos de derecha fueron tolerados por los nazis hasta mediados de 1930. En un discurso pronunciado más tarde en 1933, Hitler afirmaba haber «erradicado (el ateísmo)».
Aunque la palabra exacta que Hitler utilizó fue «Gottlosenbewegung» (movimiento sin dios), que podría referirse específicamente a los movimientos de librepensamiento comunistas en vez de al ateísmo en general.

## Actualidad

### Países Occidentales
Las teorías modernas sobre democracia constitucional asumen que los ciudadanos son intelectual y espiritualmente autónomos y que los gobiernos deberían dejar los asuntos sobre creencia religiosa a los individuos y no coaccionar las creencias religiosas con sanciones o beneficios. Las constituciones, las convenciones acerca de derechos humanos y la jurisprudencia sobre libertad religiosa de la mayoría de las democracias constitucionales proporcionan la protección legal de los ateos y los agnósticos. Además, las disposiciones sobre libertad de expresión y la legislación que separa la Iglesia del Estado también sirven para proteger los derechos de los ateos. Como resultado, la discriminación legal abierta contra los ateos no es muy común en la mayoría de los países occidentales.

#### América Latina
La Unión Internacional Humanista y Ética (IHEU, por sus siglas en inglés), un organismo mundial, realizó un estudio en los 192 países miembros del organismo, implicando a abogados y expertos en derechos humanos que supervisaron estatutos, registros judiciales y reportes de medios para evaluar la situación global, concluyendo en un informe de 2013 que en Latinoamérica y el Caribe los ateos afrontan una discriminación sistemática en la mayoría de sus países, salvo en Brasil, donde la situación era «en general satisfactoria», y Jamaica y Uruguay, a los que el trabajo consideró «libres e igualitarios».

##### Argentina
El ateísmo de Carmen María Argibay fue objeto de crítica cuando, en el año 2003, el presidente Kirchner la propuso para integrar la Corte Suprema de Justicia de la Nación. El poder ejecutivo recibió más de 11 000 cartas de repudio, en una campaña organizada por la Conferencia Episcopal, en la que se reprochaba su definición como "atea militante". 

En abril de 2011 el Instituto Nacional contra la Discriminación, la Xenofobia y el Racismo dictaminó que consideraba discriminatoria la carta orgánica de la Universidad del Salvador (universidad jesuita bajo dominio de la Iglesia católica) donde se citaba como objetivo la «lucha contra el ateísmo y los ateos». El INADI sugirió que se entablaran acciones legales en contra de la USAL y dio traslado de sus recomendaciones a la Dirección Nacional de Gestión Universitaria para que tomase las medidas punitorias necesarias.

En noviembre de 2014 se hizo público el caso de una profesora de Bioética de la Universidad Nacional de General San Martín, desvinculada por ser "atea, feminista y abortista". La docente denunció haber sido despedida por las autoridades de FUNDALAM, la ONG a cargo de la carrera de Puericultura y Crianza, por motivos religiosos e ideológicos. Además de la decisión de las autoridades de la carrera, se señaló que la Universidad habría falsificado firmas y expedientes y cometido numerosas irregularidades en la investigación de los hechos. El caso se encuentra judicializado y se ha efectuado una denuncia en el INADI. Si bien existe una medida cautelar que ordena la restitución de la docente en su cargo, la Universidad se niega a cumplir dicha orden.

##### Costa Rica
El juramento que deben prestar los funcionarios públicos, según lo dispuesto en el artículo 194 de su Constitución política es el siguiente:

-¿Juráis a Dios y prometéis a la Patria, observar y defender la Constitución y las leyes de la República, y cumplir fielmente los deberes de vuestro destino?

-Sí, juro.

-Si así lo hiciereis, Dios os ayude, y si no, Él y la Patria os lo demanden.

Este juramento es claramente discriminatorio pues impide, en rigor, que los ateos puedan ser funcionarios públicos, pues no podrían jurar en lo que no creen, o si juran, mentirían, faltando a su deber de decir la verdad, y doblegando su conciencia.  Por lo general, la mayoría de los ateos han optado por la segunda opción, especialmente en puestos políticos de relevancia. Algunos ateos intentaron no jurar este texto y hacer un juramento propio, pero se les impidió (existe un caso documentado[¿cuál?] en la Universidad de Costa Rica, aunque más adelante esta institución modificó su juramento, basándolo simplemente en las convicciones propias[cita requerida]). Hay un proyecto de reforma de éste, y de otro artículo de la Constitución que define a la religión católica como la del Estado, pero dicho proyecto permanece todavía[¿cuándo?] estancado en la corriente legislativa.

#### Europa
En gran parte de Europa, no despierta controversia la elección de un ateo para un alto cargo en el gobierno. Algunas organizaciones ateas de Europa han expresado preocupación sobre los asuntos de la separación Iglesia-Estado, tales como las acusaciones de cuotas administrativas para salir de la Iglesia en Alemania, y sermones organizados por el Parlamento sueco. Irlanda requiere una formación religiosa de colegios cristianos a fin de trabajar como profesor en escuelas financiadas por el gobierno.
Los asuntos sobre libertad de expresión, como la discriminación en la publicidad, son representados por la Campaña Bus Ateo en el Reino Unido. En este país un tercio de las escuelas primarias de financiación estatal están fundamentadas en la fe.

##### España
En España se produjo en el año 2007 discriminación contra los ateos cuando los mismos intentaron hacer una conferencia en Toledo celebrando lo que vinieron a llamar el I Concilio Ateo, organizado por la extinta Federación Internacional de Ateos (FIDA), sufriendo el veto de las autoridades locales bajo el argumento de que dicho concilio podría resultar ofensivo para los toledanos teístas. En la misma ciudad y fecha, en diciembre, el autor ateo Ángel Judas denunció no poder imprimir un libro de poemas "Versos Prohibidos (al creyente)" con tendencia atea contra los fanatismos religiosos por la negativa de varias imprentas locales que alegaban pérdidas en sus negocios al imprimir a su vez a los Salesianos pertenecientes a la Conferencia Episcopal Española.[cita requerida]

##### Grecia
En Grecia, en el año 2012, el científico Philippos Loizos fue arrestado por "blasfemia". Loizos era el creador de una página de Facebook sobre el "Anciano Pastitsios" (Gerontas Pastitsios), una parodia del monje ortodoxo griego Paisios del Monte Athos con referencias al pastafarismo. Las leyes griegas penan la blasfemia con una multa de hasta 3000 euros y una pena de 2 años en prisión. En el año 2014, Loizos fue condenado a 10 meses de prisión en suspenso por "insultar a la religión", a pesar de que el fiscal de la causa había solicitado una pena menor.[cita requerida]
Un caso similar fue llevado a la corte en el 2012 contra una obra de teatro que representaba a Jesucristo y sus apóstoles como homosexuales. La producción "Corpus Christi" fue cancelada por las protestas que, durante semanas, realizaron sacerdotes de la Iglesia Ortodoxa de Grecia y grupos de extrema derecha.

#### América del Norte

##### Canadá
Grupos de humanismo secular canadienses han trabajado para poner fin a la recitación de rezos durante los procesos gubernamentales, viéndolos como discriminatorios.

##### Estados Unidos
Algunos ateos afirman que son discriminados en los Estados Unidos y comparan su situación con la discriminación sufrida por las minorías étnicas, las comunidades LGBT, y las mujeres. «Los estadounidenses todavía piensan que es aceptable discriminar a los ateos en formas consideradas fuera de los límites para otros grupos», afirmó Fred Edwords de la American Humanist Association. Otros ateos rechazan estas comparaciones, argumentando que aunque los ateos pueden enfrentarse a la desaprobación, no se han enfrentado a una opresión o discriminación significativas.
En los Estados Unidos, ocho constituciones estatales incluyen oficialmente exámenes religiosos para efectivamente prevenir que ateos ejerzan cargos públicos, y en algunos casos que sean miembros del jurado o testigos, aunque estos por lo general no han sido puestos en vigor desde principios del siglo XIX. La Constitución de EE. UU. permite hacer una declaración (affirmation) en lugar de un juramento para dar cabida a los ateos y a otros grupos ante un tribunal o al tratar de ocupar cargos públicos. En 1961, la Corte Suprema de los Estados Unidos revocó explícitamente la disposición de Maryland en el fallo Torcaso contra Watkins, sosteniendo que las leyes que requieren «una creencia en la existencia de Dios» con el fin de ocupar cargos públicos violan la libertad de religión provista por la Primera Enmienda a la Constitución de los Estados Unidos. Esta decisión se entiende generalmente que es aplicable también a juramentos de testigos.
Varios ateos estadounidenses han utilizado las demandas judiciales al afirmar discriminación contra los ateos. Michael Newdow cuestionó la inclusión de la frase «bajo Dios» en el Juramento de Lealtad de Estados Unidos en nombre de su hija, alegando que la frase era discriminatoria contra los no teístas. Él ganó el caso en una etapa inicial, pero la Corte Suprema desestimó su demanda, fallando que Newdow no tenía legitimación activa (standing) para llevar su caso, por lo que se desechó el caso sin fallar sobre la constitucionalidad del juramento.
Ya que Boy Scouts of America no permite a los ateos como miembros, familias ateas y la ACLU desde los años 1990 en adelante han puesto en marcha una serie de casos judiciales argumentando discriminación en contra de ateos. En respuesta a las demandas de la ACLU, el Pentágono en 2004 eliminó el patrocinio de las unidades de escultismo, y en 2005 BSA acordó transferir todas las unidades de escultismo fuera de entidades gubernamentales tales como escuelas públicas.
Los ateos tienen en cuenta que pocos políticos han estado dispuestos a identificarse como no teístas, ya que hasta hace poco tiempo estas revelaciones habrían sido un «suicidio político», y dieron la bienvenida a la decisión en 2007 del representante demócrata de California Pete Stark de salir como el primer miembro abiertamente no teísta del Congreso. En 2009, el concejal Cecil Bothwell de Asheville, Carolina del Norte fue llamado «indigno de su puesto» a causa de su abierto ateísmo. De hecho, varias encuestas han demostrado que alrededor del 50 por ciento de los estadounidenses no votaría por un ateo bien calificado para presidente. Un estudio en 2006 encontró que el 40% de los encuestados mira a los ateos como un grupo que «no está de acuerdo con mi visión de la sociedad estadounidense», y que el 48% no quiere que sus hijos se casen con un ateo. En ambos estudios, los porcentajes de desaprobación hacia los ateos eran superiores a los de los musulmanes, los afroamericanos y los homosexuales.
Ateos prominentes y grupos ateos han afirmado que la discriminación contra los ateos se ilustra con una declaración supuestamente dicha por George H. W. Bush en una conferencia de prensa pública durante su campaña para la presidencia en 1987. Cuando el periodista ateo Robert Sherman le preguntó sobre la igualdad de la ciudadanía y el patriotismo de los ateos estadounidenses, Sherman informa que Bush respondió «No, yo no sé si los ateos deberían ser considerados ciudadanos, ni si deberían ser considerados patriotas. Esta es una nación bajo Dios». Sin embargo, la exactitud de la cita ha sido cuestionada, ya que Sherman no grabó la conversación y ningún otro periodista informó nada al respecto.
Ateos y organizaciones de ateístas han denunciado la discriminación contra los ateos en la milicia, y recientemente, con el desarrollo del programa del Ejército  Comprehensive Soldier Fitness, los ateos han alegado discriminación institucionalizada.

### Países islámicos
Los ateos, o los acusados de mantener creencias ateas, pueden ser objeto de discriminación y persecución en algunos países islámicos. De acuerdo con las interpretaciones populares del islam, los musulmanes no son libres de cambiar de religión o convertirse en ateos:
Negar el islam es lo que llaman una apóstata.

#### Cadena perpetua y pena de muerte
La pena por dejar el islam es tradicionalmente castigado con la muerte en las mujeres y por cadena perpetua en los hombres. Tres países islámicos es actualmente la apostasía objeto de la pena capital.
Un apóstata puede ser considerado un musulmán cuyas creencias ponen en duda la divinidad, y/o el Corán, acusaciones de ateísmo y de apostasía se han hecho en contra de musulmanes eruditos y de opositores políticos a través de la historia.

#### Irán
En Irán, los ateos no tienen personalidad jurídica reconocida, y deben declarar que son musulmanes, cristianos, judíos o zoroastristas, a fin de reclamar algunos derechos legales, incluyendo la solicitud para el ingreso a la universidad, o para convertirse en abogados. Del mismo modo, Jordania requiere a los ateos estar asociados dentro de una religión reconocida a efectos de identificación oficial, y los ateos en Indonesia experimentan discriminación oficial en el contexto del registro de nacimientos y matrimonios, y en la emisión de tarjetas de identificación.

#### Egipto
En Egipto, los intelectuales sospechosos de mantener creencias ateas han sido procesados por las autoridades judiciales y religiosas. El novelista Alaa Hamad fue condenado por la publicación de un libro que contienía ideas ateas y apostasía que fueron consideradas una amenaza para la unidad nacional y la paz social. La instrucción religiosa obligatoria en las escuelas turcas es también considerada discriminatoria hacia los ateos.

### África
En Argelia, el estudio del islam es un requisito en las escuelas públicas y privadas para todos los niños argelinos, con independencia de su religión.
Los hombres ateos o agnósticos tienen prohibido casarse con mujeres musulmanas (Código familiar argelino I.II.31), un matrimonio es legalmente anulado por la apostasía del marido (presumiblemente del islam, aunque esto no se especifica; Código familiar I.III.33) y ni los ateos ni los agnósticos pueden heredar (Código familiar III.I.138).[cita requerida]
En Kenia, varios grupos religiosos consiguieron en 2016 que se eliminara a Atheists in Kenya Society (AKS, primera asociación de ateos del país) del registro de asociaciones, argumentando que suponían una amenaza para el orden público. Finalmente, en 2018 el Tribunal Supremo revocaba dicha decisión y reconocía que prevalecía el derecho de asociación. En 2023, un obispo cristiano volvió a presentar una demanda para ilegalizar la AKS por, según él, violar la Constitución —que proclama «la existencia de Dios»— y suponer una influencia perniciosa para la sociedad. Desde la AKS se consideran un «colectivo marginado» y advierten de la fragilidad de las libertades civiles en un país fuertemente condicionado por los grupos ultrarreligiosos.